# Giovanni Girolamo Zannichelli
Giovanni Girolamo Zannichelli ou Gian Girolamo Zannichelli (en latin : Joannes Hieronymus Zannichellius), né à Spilamberto, province de Modène en avril 1662, et mort le 11 février 1729 à Venise, est un pharmacologue, chimiste et botaniste italien.

## Biographie
Giovanni Girolamo est le fils d'Antonio Zannichelli, bourgeois de Modène. Il a fait ses études dans sa patrie puis à Venise à l'âge de 12 ans et s'est attaché à l'étude de la pharmacie. En 1684, à 22 ans, il est agrégé au Collège des apothicaires de Venise (Collegio degli Speciali). 
En 1686, il devient propriétaire de l'apothicairerie (spezieria) du quartier de Santa Fosca, à l'enseigne de l' Ercole d'Oro. Il va se perfectionner dans la science de la chimie pharmaceutique. Il s'est aussi intéressé à la chimie transmutatoire mais sans insister dans cette recherche. En 1701, il obtient du magistrat de la santé un privilège pour distribuer les pilules appelées del Pievano et publie Promptuarium publia Remediorum Chymicorum, une compilation de plus de 100 remèdes à base de composants animaux, végétaux et minéraux qui va le rendre célèbre.
La réputation qu'il avait acquise par ses remèdes lui a permis d'obtenir de Francesco Farnese, duc de Parme et Plaisance, un diplôme d'honneur en médecine, en chirurgie et en chimie dans tous ses États, en 1702. Il a obtenu le même diplôme de l'évêque de Parme, Giuseppe Olgiati (1694–1711).
En 1710, s'étant lié d'amitié à une personne qui s'intéressait aux fossiles, il y prend goût ; ils font des excursions dans les montagnes de Vicence et de Vérone en août où ils récupèrent de nombreux coquillages, plantes et poissons fossiles. Ils reviennent à Venise avec une grande quantité de coquillages, de coraux et de pierres lenticulaires avec des empreintes de poissons, de plantes et d'insectes trouvées dans la région de Creazzo, près de Vicence, et sur les monts Bolca et Zoppica dans un lieu appelé Ronca, dans la région de Vérone. Il présente ses découvertes un an plus tard à Venise, le jour de la procession de la Fête-Dieu, en plaçant devant sa maison plus de cent espèces de coquillages, de plantes terrestres et marines, de dents d'animaux, de poissons pétrifiés recueillis en divers endroits d'Italie, du Portugal, de Suisse, de Grèce et de Syrie. Il a fait imprimer une feuille volante sur laquelle il a fait imprimer sur trois colonnes un catalogue des raretés naturelles exposées avec le nom des lieux où elles ont été trouvées (Catalogus plantarum terrestrium & marinarum &c., quibus domus ejus ornate erant in festo Corporis Christi, Venetiis, 1711, 1712). En 1712 il a présenté des pièces curieuses de minéraux et de métaux trouvées dans des mines d'Italie, du Tyrol, de Saxe et d'autres endroits d'Allemagne, de Bohême, de Hongrie, de Norvège et des îles d'Elbe et de Corse.
Ses études botaniques ne l'ont pas écarté de la chimie. Un chimiste français du nom de Saint-Hilaire a trouvé un médicament à base de fer et d'antimoine qui guérissait de nombreux maux et qu'il appelait Neige de Mars à cause de sa blancheur. Zannichelli en a trouvé la formule et l'a publiée dans un livre De ferro ejusque Nivis preparatione, Dissertatio Pysico-Chymica, in qua varia de ipso metallo explicantur paru à Venise en 1713. Pendant l'hiver 1713 il s'est rendu à Ancône. En 1714, il a écrit la lettre De myriophyllo pelagico aliaque marina plantula au noble vénitien Christino Martinelli avec des observations sur une plante marine.
En 1722, il se rend en Istrie avec Pier Antonio Micheli pour y herboriser et rapporter un grand nombre de simples. En 1724, il fait deux voyages avec Domenico Pietro Stefanelli de Venise, le premier dans le mont delle Vette dans le pays de Feltre, le second le monte Summano dans les préalpes vicentines, pour y recueillir un nombreux matériel végétal. 
En 1725, les seigneurs du tribunal de santé de Venise l'ont déclaré médecin-physicien dans tous les pays qui dépendent de la république de Venise. Il fait un nouveau voyage en Istrie la même année avec Pier Antonio Micheli. Il fait la première ascension du Monte Cavallo, dans les préalpes de Belluno, le 3 juillet 1726 avec Domenico Pietro Stefanelli. Il y a fait une chute qui a provoqué une petite douleur interne qui a provoqué, deux ans plus tard, une douleur si forte qu'il a été obligé de garder le lit. En 1727, il publie un traité De rusco ejusque medicamentosa praeparatione et commence à méditer sur un grand ouvrage sur l'histoire des plantes, des zoophytes et des insectes de la mer Adriatique mais qu'il n'a pas pu terminer. 
Les résultats de ses voyages de collecte botanique ont été publiés après sa mort par son fils Gian Jacopo Zannichelli (1695-1759) sous le titre Opuscula Botanica (1730). Son fils a donné en 1759 la collection d'histoire naturelle de son père à l'université de Padoue.

## Taxonomie
Carl von Linné nomme en son honneur le genre Zannichellia et la famille botanique des Zannichelliacées ou Zannichelliaceae,.

## Publications
- Promptuarium publia Remediorum Chymicorum, Venise, 1701
- De ferro ejusque Nivis preparatione, Dissertatio Pysico-Chymica, in qua varia de ipso metallo explicantur, apud Andram Poleli, Venise, 1713 (lire en ligne).
- De Myriophyllo pelágico, marina aliaque plantula anonyma epistola, Venise, 1714 (lire en ligne).
- De lithographia duorum montium Veronensium, unius nempe vulgo dicti di Bonolio, & alterius di Zoppica. Admodum reverendo, & erudissimo Patri Philippo Bonanni è Societate Jesu. Epistola Joannis Hieronymi Zannichelli, Apud Josephum Corona, Venetiis, 1721 (lire en ligne)
- Ex naturæ gazophylacio penes Joannem Hieronymum Zannichelli Venetiis. Index primus quo fossilia figurata recensentur, Venise, 1726 (lire en ligne)
- De quodam insecto a quattro epistola illustrissimo Domino Carolo Nicolao Langio, Venise, 1727 (lire en ligne).
- De rusco ejusque medicamentosa praeparatione as illustrissimum dominum Franciscum Mariam Nigrisolum, apud Bonifacium Viezzerum, Venise, 1727

Son fils Gian Jacopo Zannichelli a publié :
- Opuscula botanica posthuma: Iter primum d'Istriam et insulas adjacentes. Secundum Montis Caballi, ibique stirpium nascentium descriptio. Tertium stirpium chez Monte Vettarum agri Feltrini sponte nascentium descriptio. Quartum plantarum Montis Summani, description de Vicentini. Quintum de Montes Euganeos. JJ filio dans lucem Edita, Venise, 1730
- Istoria delle piante che nascono ne'Lidi intorno a Venezia, Venise, 1731 (lire en ligne)
- All'illustrissimo signor Giulio Pontadera lettor pubblico di botanica nella università di Padova lettera scritta da Gio. Jacopo Zannichelli speziale all'insegna dell'Ercole d'Oro a Santa Fosca intorno alle facoltà dell'ippocastano, Presso Giacomo Tommasini, Venise, 1733 (lire en ligne)
- Enumeratio rerum naturalium quæ in Museo Zannichelliano asservantur, Venise, 1736